# Кубок «Балтики» 1998
Кубок Балтики 1998 года — XXXI международный турнир в рамках Еврохоккейтура. Состоялся 15 — 20 декабря в Москве. Участники турнира: Россия, Чехия, Швеция, Канада и Финляндия. Победитель — сборная Швеции.

## Результаты матчей
| 15 декабря 1998 | Россия | 3 : 1 (1:0, 0:1, 2:0) | Канада | Дворец спорта Лужники, Москва Зрителей: 7500 |

| Отчёт | Отчёт                        | Отчёт                                         | Отчёт                                    | Отчёт                                          |
| --- | ---------------------------- | --------------------------------------------- | ---------------------------------------- | ---------------------------------------------- |
| |                              |                                               |                                          |                                                |
| | Максим Соколов — 00:00-60:00 | Вратари                                       | 00:00-59:05, 59:20-60:00 — Фред Брэтуэйт | Судьи: Иржи Балей Сергей Шелянин Артём Захаров |
| | Голы:                        |                                               |                                          | Судьи: Иржи Балей Сергей Шелянин Артём Захаров |
| Андрей Кручинин (А.Барков) — 16:34 Евгений Петрочинин (А.Кручинин, А.Кудашов) — 47:44 Равиль Гусманов (В.Епанчинцев) — 59:20 | 1:0 1:1 2:1 3:1              | 17:41 — Джереми Аддуоно (К. Жиски, Б. Маудик) |                                          | Судьи: Иржи Балей Сергей Шелянин Артём Захаров |
| |                              |                                               |                                          | Судьи: Иржи Балей Сергей Шелянин Артём Захаров |
| |                              |                                               |                                          | Судьи: Иржи Балей Сергей Шелянин Артём Захаров |
| |                              |                                               |                                          | Судьи: Иржи Балей Сергей Шелянин Артём Захаров |
| 37 мин | Штраф                        | 22 мин                                        |                                          | Судьи: Иржи Балей Сергей Шелянин Артём Захаров |
| |                              |                                               |                                          |                                                |
| | 46 (15+21+10)                | Броски                                        | 28 (10+10+8)                             |                                                |

| 15 декабря 1998 | Швеция | 3 : 2 (1:0, 2:0, 0:2) | Финляндия | Дворец спорта Лужники, Москва Зрителей: 1000 |

| Отчёт                                                                                                   | Отчёт                          | Отчёт                                                                    | Отчёт                                                   | Отчёт                            |
| --- | ------------------------------ | ------------------------------------------------------------------------ | ------------------------------------------------------- | -------------------------------- |
| |                                |                                                                          |                                                         |                                  |
| | Петтер Роннквист — 00:00-60:00 | Вратари                                                                  | 56:37-56:39, 58:01-58:51, 59:15-60:00 — Миика Кипрусофф | Судьи: Комиссаров Васильев Химич |
| | Голы:                          |                                                                          |                                                         | Судьи: Комиссаров Васильев Химич |
| Пер Эклунд (Б. Норд) — 16:03 Магнус Вернблом (Й. Матссон) — 21:47 Магнус Вернблом (А. Карлссон) — 31:18 | 1:0 2:0 3:0 3:1 3:2            | 46:39 — Юха Иконен (Л. Пирьетя) 48:51 — (бол) Кай Нурминен (Я. Каупилла) |                                                         | Судьи: Комиссаров Васильев Химич |
| |                                |                                                                          |                                                         | Судьи: Комиссаров Васильев Химич |
| |                                |                                                                          |                                                         | Судьи: Комиссаров Васильев Химич |
| |                                |                                                                          |                                                         | Судьи: Комиссаров Васильев Химич |
| 20 мин                                                                                                  | Штраф                          | 8 мин                                                                    |                                                         | Судьи: Комиссаров Васильев Химич |
| |                                |                                                                          |                                                         |                                  |
| | 30 (13+14+3)                   | Броски                                                                   | 36 (11+5+20)                                            |                                  |

| 16 декабря 1998 | Канада | 3 : 4 (1:2, 0:2, 2:0) | Швеция | Дворец спорта Лужники, Москва Зрителей: 600 |

| Отчёт | Отчёт                                    | Отчёт | Отчёт                          | Отчёт                             |
| --- | ---------------------------------------- | --- | ------------------------------ | --------------------------------- |
| |                                          | |                                |                                   |
| | Фред Брэтуэйт — 58:49-59:00, 59:14-59:26 | Вратари | 00:00-60:00 — Петтер Роннквист | Судьи: Комиссаров Буланов Макаров |
| | Голы:                                    | |                                | Судьи: Комиссаров Буланов Макаров |
| Шейн Райт (Аддуоно, Жиски) (бол) — 09:31 Петерс (Райт, Робинсон) (бол) — 54:18 Боб Маудик (Расин) — 59:00 | 0:1 1:1 1:2 1:3 1:4 2:4 3:4              | 05:20 — (бол) Ян Хуукко (О. Молин) 11:15, Ян Ларссон (Ш. Хелквист) 26:52 — Ове Молин (Й. Матссон, Я. Ларссон) 36:47 —Штефан Хелквист (О. Молин, Я. Ларссон) |                                | Судьи: Комиссаров Буланов Макаров |
| |                                          | |                                | Судьи: Комиссаров Буланов Макаров |
| |                                          | |                                | Судьи: Комиссаров Буланов Макаров |
| |                                          | |                                | Судьи: Комиссаров Буланов Макаров |
| 16 мин | Штраф                                    | 39 мин |                                | Судьи: Комиссаров Буланов Макаров |
| |                                          | |                                |                                   |
| | 33 (6+9+18)                              | Броски | 35 (13+16+6)                   |                                   |

| 16 декабря 1998 | Чехия | 3 : 0 (1:0, 2:0, 0:0) | Финляндия | Дворец спорта Лужники, Москва Зрителей: 1800 |

| Отчёт | Отчёт         | Отчёт   | Отчёт       | Отчёт                           |
| --- | ------------- | ------- | ----------- | ------------------------------- |
| |               |         |             |                                 |
| | Ярослав Камеш | Вратари | ВесаТоскала | Судьи: Карабанов Васильев Химич |
| | Голы:         |         |             | Судьи: Карабанов Васильев Химич |
| Томаш Власак (Каберле, П.Тенкрат, 4:31 Мирослав Глинка (Бенишек, Я.Главач) бол 20:28 Томаш Власак (П.Тенкрат, К.Пирош), 37:48 | 1:0 2:0 3:0   |         |             | Судьи: Карабанов Васильев Химич |
| |               |         |             | Судьи: Карабанов Васильев Химич |
| |               |         |             | Судьи: Карабанов Васильев Химич |
| |               |         |             | Судьи: Карабанов Васильев Химич |
| 10 мин | Штраф         | 12 мин  |             | Судьи: Карабанов Васильев Химич |
| |               |         |             |                                 |
| | 32 (13+11+8)  | Броски  | 18 (7+7+4)  |                                 |

| 17 декабря 1998 | Россия | 3 : 5 (0:0, 3:1, 0:4) | Чехия | Дворец спорта Лужники, Москва Зрителей: 10 000 |

| Отчёт                                                                                                  | Отчёт                                              | Отчёт | Отчёт          | Отчёт                      |
| --- | -------------------------------------------------- | --- | -------------- | -------------------------- |
| |                                                    | |                |                            |
| | Максим Соколов 00:00-45:07 Олег Шевцов 45:07-60:00 | Вратари | Милан Гниличка | Судьи: Адам Химич Васильев |
| | Голы:                                              | |                | Судьи: Адам Химич Васильев |
| Дмитрий Власенков, 27:17 Александр Барков (В. Епанчинцев), мен 29:38 Алексей Кудашов (А. Чупин), 29:46 | 1:0 1:1 2:1 3:1 3:2 3:3 3:4 3:5                    | 29:04, Томаш Власак (П. Тенкрат) 41:09 Франтишек Каберле (К. Пирош) 43:43 Ян Главач (Я. Чалоун) 45:07 Роман Мелузин (М. Глинка) 46:31 Ян Чалоун |                | Судьи: Адам Химич Васильев |
| |                                                    | |                | Судьи: Адам Химич Васильев |
| |                                                    | |                | Судьи: Адам Химич Васильев |
| |                                                    | |                | Судьи: Адам Химич Васильев |
| 12 мин                                                                                                 | Штраф                                              | 14 мин |                | Судьи: Адам Химич Васильев |
| |                                                    | |                |                            |
| | 34 (17+15+2)                                       | Броски | 21 (2+7+12)    |                            |

| 18 декабря 1998 | Финляндия | 5 : 2 (1:0, 2:0, 2:2) | Канада | Дворец спорта Лужники, Москва Зрителей: 1000 |

| Отчёт | Отчёт                       | Отчёт                                                            | Отчёт                     | Отчёт                             |
| --- | --------------------------- | ---------------------------------------------------------------- | ------------------------- | --------------------------------- |
| |                             |                                                                  |                           |                                   |
| | ВесаТоскала 00:00-60:00     | Вратари                                                          | 00:00-60:00 Фред Брэтуэйт | Судьи: Зайцев Шелянин Ар. Захаров |
| | Голы:                       |                                                                  |                           | Судьи: Зайцев Шелянин Ар. Захаров |
| Кейо Сайлиноя (П. Нуммелин) 8:00 Маркку Хурме (Ю. Ниеми), бол 24:24 Сами Альберг (Я. Каупилла) 26:01 Сами Альберг (Э. Какко), бол 51:50 Сами Альберг (Я. Каупилла) 53:31 | 1:0 2:0 3:0 3:1 4:1 5:1 5:2 | 47:11, бол Крис Жиски (Б. Маудик, Дж. Аддуоно) 58:29 Брайан Кеси |                           | Судьи: Зайцев Шелянин Ар. Захаров |
| |                             |                                                                  |                           | Судьи: Зайцев Шелянин Ар. Захаров |
| |                             |                                                                  |                           | Судьи: Зайцев Шелянин Ар. Захаров |
| |                             |                                                                  |                           | Судьи: Зайцев Шелянин Ар. Захаров |
| 10 мин | Штраф                       | 12 мин                                                           |                           | Судьи: Зайцев Шелянин Ар. Захаров |
| |                             |                                                                  |                           |                                   |
| | 40 (14+16+10)               | Броски                                                           | 29 (110+6+13)             |                                   |

| 19 декабря 1998 | Финляндия | 2 : 2 (0:0, 0:1, 2:1) | Россия | Дворец спорта Лужники, Москва Зрителей: 9500 |

| Отчёт                                                                        | Отчёт           | Отчёт                                                     | Отчёт       | Отчёт                            |
| ---------------------------------------------------------------------------- | --------------- | --------------------------------------------------------- | ----------- | -------------------------------- |
|                                                                              |                 |                                                           |             |                                  |
|                                                                              | Миика Кипрусофф | Вратари                                                   | Олег Шевцов | Судьи: Балей Шелянин Ар. Захаров |
|                                                                              | Голы:           |                                                           |             | Судьи: Балей Шелянин Ар. Захаров |
| Лассе Пирьетя (Т. Парсинен, Ю Иконен) — 50:20 Эрик Какко (Т. Каллио) — 15:35 | 0:1 1:1 1:2 2:2 | 22:55 — Алексей Чупин (А.Кудашов) 63:29 — Сергей Петренко |             | Судьи: Балей Шелянин Ар. Захаров |
|                                                                              |                 |                                                           |             | Судьи: Балей Шелянин Ар. Захаров |
|                                                                              |                 |                                                           |             | Судьи: Балей Шелянин Ар. Захаров |
|                                                                              |                 |                                                           |             | Судьи: Балей Шелянин Ар. Захаров |
| 12 мин                                                                       | Штраф           | 8 мин                                                     |             | Судьи: Балей Шелянин Ар. Захаров |
|                                                                              |                 |                                                           |             |                                  |
|                                                                              | 18 (8+6+4)      | Броски                                                    | 30 (12+9+9) |                                  |

| 19 декабря 1998 | Чехия | 1 : 2 (0:2, 1:0, 0:0) | Швеция | Дворец спорта Лужники, Москва Зрителей: 1800 |

| Отчёт                         | Отчёт         | Отчёт                                                                             | Отчёт            | Отчёт                         |
| ----------------------------- | ------------- | --------------------------------------------------------------------------------- | ---------------- | ----------------------------- |
|                               |               |                                                                                   |                  |                               |
|                               | Ярослав Камеш | Вратари                                                                           | Петтер Роннквист | Судьи: Зайцев Буланов Макаров |
|                               | Голы:         |                                                                                   |                  | Судьи: Зайцев Буланов Макаров |
| Ян Чалоун (Д. Выборны), 35:00 | 0:1 0:2 1:2   | 5:32, Йеспер Матссон (К. Юнссон, М. Вернблум) 13:15, Андреас Карлссон (К. Юнссон) |                  | Судьи: Зайцев Буланов Макаров |
|                               |               |                                                                                   |                  | Судьи: Зайцев Буланов Макаров |
|                               |               |                                                                                   |                  | Судьи: Зайцев Буланов Макаров |
|                               |               |                                                                                   |                  | Судьи: Зайцев Буланов Макаров |
| 4 мин                         | Штраф         | 2 мин                                                                             |                  | Судьи: Зайцев Буланов Макаров |
|                               |               |                                                                                   |                  |                               |
|                               | 11 (3+2+6)    | Броски                                                                            | 28 (11+12+5)     |                               |

| 20 декабря 1998 | Швеция | 5 : 3 (2:2, 2:0, 1:1) | Россия | Дворец спорта Лужники, Москва Зрителей: 9000 |

| Отчёт | Отчёт                           | Отчёт | Отчёт                                              | Отчёт                        |
| --- | ------------------------------- | --- | -------------------------------------------------- | ---------------------------- |
| |                                 | |                                                    |                              |
| | Магнус Эрикссон                 | Вратари | 00:00-23:26 Максим Соколов 23:26-60:00 Олег Шевцов | Судьи: Дональд Химич Макаров |
| | Голы:                           | |                                                    | Судьи: Дональд Химич Макаров |
| Кристер Ольссон (А. Хууско, Я. Ларссон), бол 9:41 Ким Юнссон, 19:29 Томас Юханссон (М. Вернблум), 21:50 Хенрик Нордфельд (Р. Сундин, М. Турессон), 23:26 Самуэль Польссон (А. Хууско), 2:56 | 0:1 1:1 1:2 2:2 3:2 4:2 5:2 5:3 | 4:27, Равиль Гусманов 18:40, Александр Барков (А.Харитонов, В.Епанчинцев) 54:26 Алексей Кудашов (С.Баутин, Р.Гусманов) |                                                    | Судьи: Дональд Химич Макаров |
| |                                 | |                                                    | Судьи: Дональд Химич Макаров |
| |                                 | |                                                    | Судьи: Дональд Химич Макаров |
| |                                 | |                                                    | Судьи: Дональд Химич Макаров |
| 12 мин | Штраф                           | 4 мин |                                                    | Судьи: Дональд Химич Макаров |
| |                                 | |                                                    |                              |
| | 27 (6+11+10)                    | Броски | 48 (14+19+15)                                      |                              |

| 20 декабря 1998 | Канада | 3 : 6 (1:2, 2:3, 0:1) | Чехия | Дворец спорта Лужники, Москва Зрителей: 1700 |

| Отчёт                                                              | Отчёт                               | Отчёт | Отчёт                      | Отчёт                            |
| ------------------------------------------------------------------ | ----------------------------------- | --- | -------------------------- | -------------------------------- |
|                                                                    |                                     | |                            |                                  |
|                                                                    | Фред Брэтуэйт 00:00-60:00           | Вратари | 00:00-60:00 Милан Гниличка | Судьи: Карабанов Шелянин Буланов |
|                                                                    | Голы:                               | |                            | Судьи: Карабанов Шелянин Буланов |
| Райан Линдсэй, бол 19:59 Джастин Кардвелл 23:51 Джефф Петерс 32:58 | 0:1 0:2 1:2 1:3 2:3 2:4 3:4 3:5 3:6 | 6:38, бол Мартин Штепанек (Я.Чалоун) 8:12 Виктор Уйчик (Л. Прохазка) 23:37 Ян Чалоун (Т. Власак) 27:23 Мирослав Глинка (Т. Кухарчик) 33:39, бол Роман Мелузин (П. Чаянек, М. Штепанек) 56:44 Томаш Власак (Л. Прохазка, К. Пирош) |                            | Судьи: Карабанов Шелянин Буланов |
|                                                                    |                                     | |                            | Судьи: Карабанов Шелянин Буланов |
|                                                                    |                                     | |                            | Судьи: Карабанов Шелянин Буланов |
|                                                                    |                                     | |                            | Судьи: Карабанов Шелянин Буланов |
| 42 мин                                                             | Штраф                               | 22 мин |                            | Судьи: Карабанов Шелянин Буланов |
|                                                                    |                                     | |                            |                                  |
|                                                                    | 51 (16+23+12)                       | Броски | 40 (9+13+18)               |                                  |

## Итоговая таблица
| М | Команда   | И | В | Н | П | Шайбы   | О |
| - | --------- | - | - | - | - | ------- | - |
| 1 | Швеция    | 4 | 4 | 0 | 0 | 14 — 9  | 8 |
| 2 | Чехия     | 4 | 3 | 0 | 1 | 15 — 8  | 6 |
| 3 | Финляндия | 4 | 1 | 1 | 2 | 9 — 10  | 3 |
| 4 | Россия    | 4 | 1 | 1 | 2 | 11 — 13 | 3 |
| 5 | Канада    | 4 | 0 | 0 | 4 | 9 — 18  | 0 |

## Индивидуальные награды
Лучшие игроки турнира
- Вратарь:  Веса Тоскала
- Защитник:  Франтишек Каберле
- Нападающий:  Андреас Карлссон

MVP турнира
- Ян Ларссон

### Бомбардиры
1.  Томаш Власак — 5 (4+1).
2.  Ян Чалоун — 5 (3+2).
3 — 4.  Алексей Кудашов,  Магнус Вернблум — по 4 (2+2).

## Победитель
| Победитель Кубка «Балтики» 1998 |
| Швеция                          |

## Сборная России на Кубке «Балтики»
ВРАТАРИ. 30. Соколов Максим (СКА), 1. Шевцов Олег («Торпедо» Я),
ЗАЩИТНИКИ. 28. Баутин Сергей («Ак Барс»), 2. Ерофеев Дмитрий («Ферьестад», Швеция), 7. Красоткин Дмитрий («Торпедо» Я), 8. Кручинин Андрей («Лада»), 32. Марков Андрей («Динамо»), 26. Петрочинин Евгений («Спартак»), 6. Цулыгин Николай («Салават Юлаев»), 5. Яханов Александр («Торпедо» Я).
НАПАДАЮЩИЕ. 16. Барков Александр («Таппара», Финляндия), 22. Буцаев Юрий («Лада»), 15. Власенков Дмитрий («Торпедо» Я), 27. Гусманов Равиль («Металлург» Мг), 25. Епанчинцев Вадим («Металлург» Нк), 29. Кувалдин Александр («Динамо»), 9. Кудашов Алексей («Ак Барс»), 24. Петренко Сергей («Динамо»), 23. Прокопьев Александр («Динамо»), 10. Самылин Владимир («Торпедо» Я), 19. Сарматин Михаил («Ак Барс»), 21. Харитонов Александр («Динамо»), 13. Чупин Алексей («Ак Барс»).
ГЛАВНЫЙ ТРЕНЕР. Александр ЯКУШЕВ.

## Интересные факты
- Сборная России впервые осталась без призового места.